# Crankworx

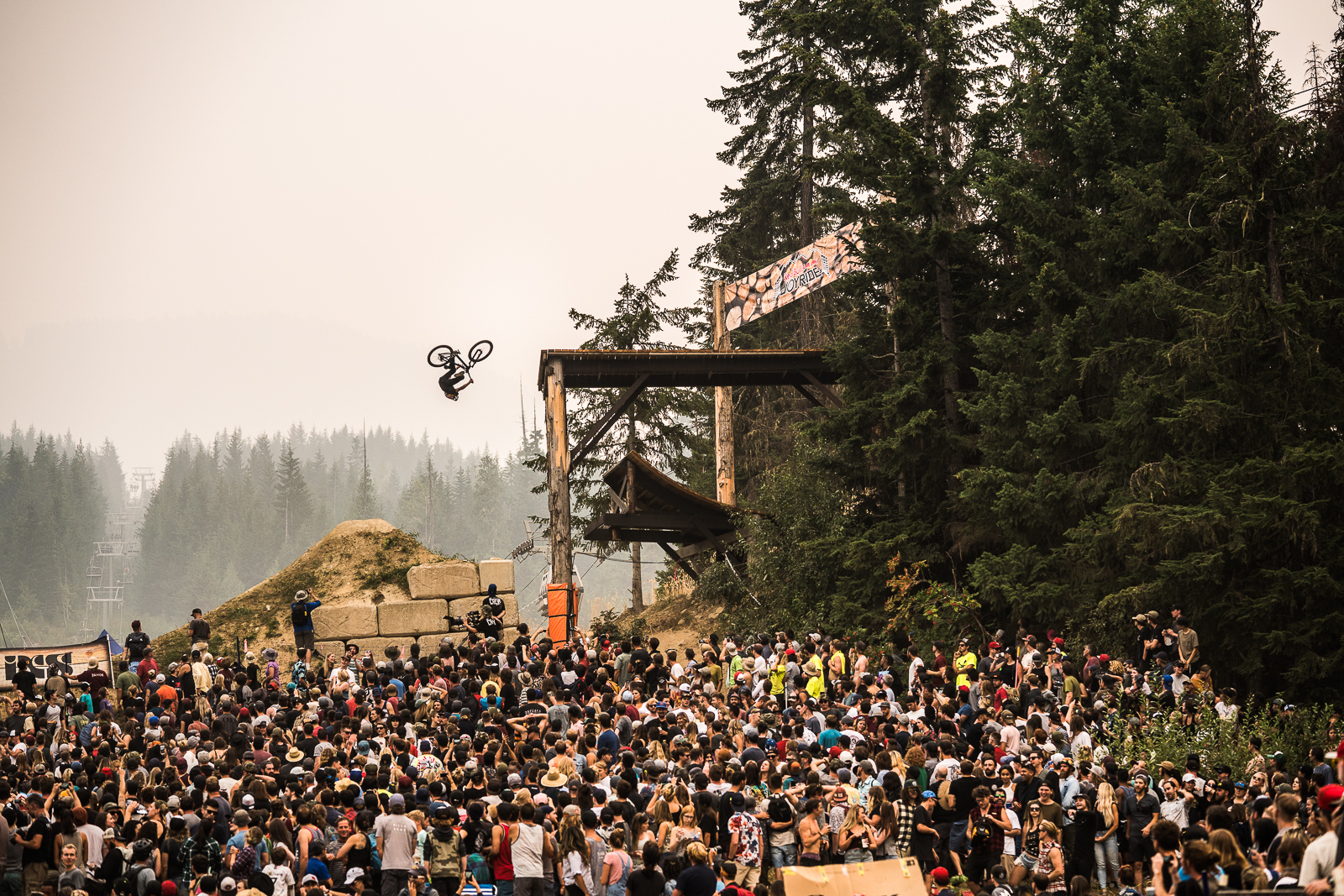
Red Bull Joyride 2018.

Crankworx sont des compétitions annuelles de descente et de slopestyle qui ont lieu en été dans plusieurs villes. Créé en 2004 à Whistler.

## Épreuves
- Pumptrack
- Whip-off
- Dual speed and style
- Slopestyle en dirt
- Descente